# Lord Dunsany

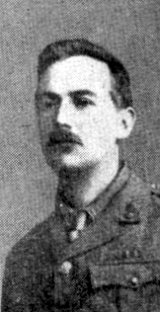
Lord Dunsany in het uniform van de Royal Inniskilling Fusiliers.

Lord Dunsany (Dublin, 24 juli 1878 - aldaar, 25 oktober 1957) was een Iers fantasy-schrijver van proza en drama, bekend vanwege zijn werk in het fantasy en het horror genre. Zijn werkelijke naam was Edward John Moreton Drax Plunkett, de 18e baron Dunsany.

## Biografie

### Persoonlijk
Edward (Eddie) Plunkett was de zoon van John William Plunkett en Ernle Elizabeth Ernle-Erle Drax, née Grosvenor. Zijn broer Reginald Aylmer Ranfurly Plunkett-Ernle-Erle-Drax was een admiraal. Edward studeerde aan het Eton College en de Koninklijke Militaire Academie Sandhurst. Hij diende bij de Coldstream Guards tijdens de Tweede Boerenoorlog en bij de Royal Inniskilling Fusiliers tijdens de Eerste Wereldoorlog. In 1904 trouwde hij met Beatrice Child-Villiers. Ze kregen samen twee kinderen. Edward was ook Iers kampioen pistoolschieten en nationaal schaakkampioen.

### Carrière als schrijver

#### Korte fantastische verhalen
In 1905 debuteerde Dunsany met The Gods of Pegāna, een korte collectie mythologische fragmenten. Beginnend bij het ontstaan van de wereld (waarvan het onduidelijk blijft of keuze dan wel lotsbestemming de baas is) schetst Dunsany verschillende goden en hun profeten. Het lijkt hem er hierbij minder om te gaan een consistente mythologie uit te werken (zoals Tolkien gedaan heeft) maar veeleer om thema's als religie en sterfelijkheid aan de orde te stellen. Verschillende collecties volgden in de jaren daarna, waarbij de toon verschoof van mythologie naar andere genres zoals het helden- en reisverhaal. Bijna alle verhalen van Dunsany worden gekarakteriseerd door een bewuste, vaak licht ironische afstand ten opzichte van de gekozen vorm, die hem in staat stelt niet alleen allerlei subgenres van fantasy te verkennen, maar deze ook tot thema van zijn verhalen te maken.

#### Lange fantastische verhalen
Na zijn korte fantastische verhalen heeft Dunsany ook verschillende langere werken geschreven. De meest bekende hiervan zijn De koningsdochter van Elfenland en De tovenaarsleerling.

#### Jorkens verhalen
Een derde groep werken van Dunsany zijn de korte verhalen over Jorkens. Dit is een man die in een Engelse club het daar aanwezige gezelschap op allerlei sterke verhalen over zijn avonturen vergast, als een moderne Baron van Münchhausen.

## Invloeden
Lord Dunsany's verhalen werden beïnvloed door onder andere Hellenistische literatuur, Miguel de Cervantes en de sprookjes van de gebroeders Grimm en Hans Christian Andersen. Hij herschreef zijn verhalen nooit, maar publiceerde de verhalen zoals hij ze in eerste instantie had geschreven. Verschillende schrijvers zeggen te zijn beïnvloed door Lord Dunsany's werk, waaronder Jorge Luis Borges, Arthur C. Clarke, David Eddings, Ursula Le Guin, H.P. Lovecraft en Michael Moorcock. Voor zijn eerste verhalencollectie The Gods of Pegāna moest hij zelf de publicatiekosten betalen. De verhalen uit zijn eerste boeken speelden zich af in een verzonnen wereld, met eigen goden, geografie en geschiedenis. Het oeuvre van Dunsany omvat zowel korte als lange verhalen, gedichten en toneelstukken.

### Romans
fantasy
- 1922 - Don Rodriguez: Chronicles of Shadow Valley (Nederlandse titel: Don Rodriguez - de kronieken van de Schaduwvallei)
- 1924 - The King of Elfland's Daughter (Nederlandse titel: De koningsdochter van Elfenland)
- 1926 - The Charwoman's Shadow (Nederlandse titel: De tovenaarsleerling)
- 1927 - The Blessing of Pan
- 1933 - The Curse of the Wise Woman
- 1936 - My Talks with Dean Spanley
- 1950 - The Strange Journeys of Colonel Polders

anders
- 1935 - Up in the Hills
- 1936 - Rory and Bran
- 1939 - The Story of Mona Sheehy
- 1944 - Guerilla
- 1951 - The Last Revolution
- 1952 - His Fellow Men
- 2003 - The Pleasures of a Futuroscope

### Korte verhalen
- 1905 - The Gods of Pegāna
- 1906 - The Fortress Unvanquishable, save for Sacnoth
(Nederlandse titel: Het Fort Onneembaar)
- 1906 - Time and the Gods
- 1908 - The Sword of Welleran
(Nederlandse titel: Het zwaard van Welleran)
- 1910 - A Dreamer's Tales
- 1912 - The Book of Wonder
- 1915 - Fifty-one Tales (ook bekend als The Food of Death)
- 1916 - Tales of Wonder
- 1919 - Tales of Three Hemispheres
- 1931 - The Travel Tales of Mr Joseph Jorkens
- 1934 - Jorkens Remembers Africa
- 1940 - Jorkens Has a Large Whiskey
- 1947 - The Man Who Ate the Phoenix
- 1948 - The Fourth Book of Jorkens
- 1952 - The Little Tales of Smethers
- 1954 - Jorkens Borrows Another Whiskey
- 1980 - The Ghosts of the Heaviside Layer and Other Fantasms
- 2002 - The Last Book of Jorkens

### Toneelstukken
- 1914 - Five Plays
- 1917 - Plays of Gods and Men
- 1921 - If
- 1922 - Plays of Near and Far
- 1925 - Alexander and Three Small Plays
- 1928 - Seven Modern Comedies
- 1930 - The Old Folk of the Centuries
- 1935 - Mr Faithful
- 1937 - Plays for Earth and Air

### Gedichten
- 1929 - Fifty Poems
- 1938 - Mirage Water
- 1941 - War Poems
- 1943 - Wandering Songs
- 1944 - A Journey
- 1946 - The Year
- 1947 - De oden van Horatius (Engelse vertaling)
- 1949 - To Awaken Pegasus

### Essays en Schetsen
- 1918 - Nowadays
- 1918 - Tales of War
- 1919 - Unhappy Far-Off Things
- 1929 - The Jest of Hahalaba
- 1934 - If I Were Dictator
- 1937 - My Ireland
- 1943 - The Donnellan Lectures
- 1947 - A Glimpse from a Watchtower

### Autobiografieën
- 1938 - Patches of Sunlight
- 1944 - While The Sirens Slept
- 1945 - The Sirens Wake